# Vị Thủy
Vị Thủy là một xã thuộc thành phố Cần Thơ, Việt Nam.

## Địa lý
Xã Vị Thủy có vị trí địa lý:
- Phía đông giáp xã Vĩnh Tường
- Phía tây giáp xã Vĩnh Thuận Đông
- Phía nam giáp phường Long Bình
- Phía bắc giáp phường Vị Tân và xã Vị Thanh 1.

Xã Vị Thủy có diện tích 49,84 km², dân số năm 2024 là 32.394 người, mật độ dân số đạt 649 người/km².

## Lịch sử
Ngày 20 tháng 9 năm 1975, Bộ Chính trị ban hành Nghị quyết số 245-NQ/TW về việc hợp nhất tỉnh Cần Thơ (ngoại trừ huyện Thốt Nốt), tỉnh Sóc Trăng, tỉnh Trà Vinh, tỉnh Vĩnh Long thành một tỉnh, tên gọi tỉnh mới cùng với nơi đặt tỉnh lỵ sẽ do địa phương đề nghị lên.
Ngày 20 tháng 12 năm 1975, Bộ Chính trị ban hành Nghị quyết số 19/NQ về việc hợp nhất tỉnh Cần Thơ (bao gồm cả huyện Thốt Nốt của tỉnh Long Xuyên), tỉnh Sóc Trăng thành một tỉnh mới, tên gọi tỉnh mới cùng với nơi đặt tỉnh lỵ sẽ do địa phương đề nghị lên.
Ngày 24 tháng 2 năm 1976, Chính phủ Cách mạng lâm thời Cộng hòa miền Nam Việt Nam ban hành Nghị định số 3/NQ/1976 về việc hợp nhất tỉnh Cần Thơ, tỉnh Sóc Trăng và thành phố Cần Thơ thành một tỉnh mới, lấy tên là tỉnh Hậu Giang.
Ngày 15 tháng 9 năm 1981, Hội đồng Bộ trưởng ban hành Quyết định số 70-HĐBT về việc chia xã Vị Thuỷ thuộc huyện Long Mỹ thành 3 xã: Vị Lợi, Vị Thắng, Vị Thuỷ.
Ngày 26 tháng 10 năm 1981, Hội đồng Bộ trưởng ban hành Quyết định số 119-HĐBT về việc:
- Thành lập huyện Mỹ Thanh thuộc tỉnh Hậu Giang.
- Xã Vị Thắng thuộc huyện Long Mỹ.

Ngày 16 tháng 9 năm 1989, Hội đồng Bộ trưởng ban hành Quyết định số 128-HĐBT về việc giải thể xã Vị Lợi thuộc huyện Vị Thanh để sáp nhập vào 3 xã: Vĩnh Hiếu, Vị Thủy, Vị Xuân.
Ngày 26 tháng 12 năm 1991, Quốc hội ban hành Nghị quyết về việc chia tỉnh Hậu Giang thành tỉnh Cần Thơ và tỉnh Sóc Trăng.
Ngày 1 tháng 7 năm 1999, Chính phủ ban hành Nghị định số 45/1999/NĐ-CP về việc:
- Thành lập huyện Vị Thủy thuộc tỉnh Cần Thơ trên cơ sở đổi tên huyện Vị Thanh.
- Thành lập thị trấn Nàng Mau thuộc huyện Vị Thủy (thị trấn huyện lỵ) trên cơ sở 420 ha diện tích tự nhiên và 3.803 nhân khẩu của xã Vị Thủy; 204 ha diện tích tự nhiên và 1.819 nhân khẩu của xã Vị Thắng.
- Thành lập xã Vị Trung thuộc huyện Vị Thủy trên cơ sở 2.141,73 ha diện tích tự nhiên và 8.299 nhân khẩu của xã Vị Thủy.
- Chuyển toàn bộ 2.321,49 ha diện tích tự nhiên và 9.796 nhân khẩu của xã Vị Thắng thuộc huyện Long Mỹ về huyện Vị Thủy mới thành lập quản lý.

Sau khi điều chỉnh địa giới hành chính:
- Thị trấn Nàng Mau có 624 ha diện tích tự nhiên và 5.622 nhân khẩu.
- Xã Vị Thắng có 2.117,49 ha diện tích tự nhiên và 8.510 nhân khẩu.

Ngày 26 tháng 11 năm 2003, Quốc hội ban hành Nghị quyết số 22/2003/QH11 về việc chia tỉnh Cần Thơ thành thành phố Cần Thơ trực thuộc trung ương và tỉnh Hậu Giang.
Tính đến ngày 31/12/2024:
- Thị trấn Nàng Mau có 5 ấp: 1, 2, 3, 4, 5.
- Xã Vị Thắng có 7 ấp: 6, 7, 8, 9, 10, 11, 12.
- Xã Vị Trung có 7 ấp: 7, 8, 9, 10, 11, 12, 13.

Ngày 12 tháng 6 năm 2025, Quốc hội ban hành Nghị quyết số 202/2025/QH15 về việc sắp xếp đơn vị hành chính cấp tỉnh (nghị quyết có hiệu lực từ ngày 12 tháng 6 năm 2025). Theo đó, sáp nhập tỉnh Hậu Giang và tỉnh Sóc Trăng vào thành phố Cần Thơ.
Ngày 16 tháng 6 năm 2025:
- Quốc hội ban hành Nghị quyết số 203/2025/QH15[13] về việc Sửa đổi, bổ sung một số điều của Hiến pháp nước Cộng hòa xã hội chủ nghĩa Việt Nam. Theo đó, kết thúc hoạt động của đơn vị hành chính cấp huyện trong cả nước từ ngày 1 tháng 7 năm 2025.
- Ủy ban Thường vụ Quốc hội ban hành Nghị quyết số 1668/NQ-UBTVQH15[1] về việc sắp xếp các đơn vị hành chính cấp xã của thành phố Cần Thơ năm 2025 (nghị quyết có hiệu lực từ ngày 16 tháng 6 năm 2025). Theo đó, thành lập xã Vị Thủy thuộc thành phố Cần Thơ trên cơ sở toàn bộ 22,18 km² diện tích tự nhiên, quy mô dân số là 12.125 người của xã Vị Thắng; toàn bộ 22,32 km² diện tích tự nhiên, quy mô dân số là 11.814 người của xã Vị Trung và toàn bộ 5,34 km² diện tích tự nhiên, quy mô dân số là 8.455 người của thị trấn Nàng Mau thuộc huyện Vị Thủy, tỉnh Hậu Giang.

Xã Vị Thủy có 49,84 km² diện tích tự nhiên và quy mô dân số là 32.394 người.

## Hình ảnh

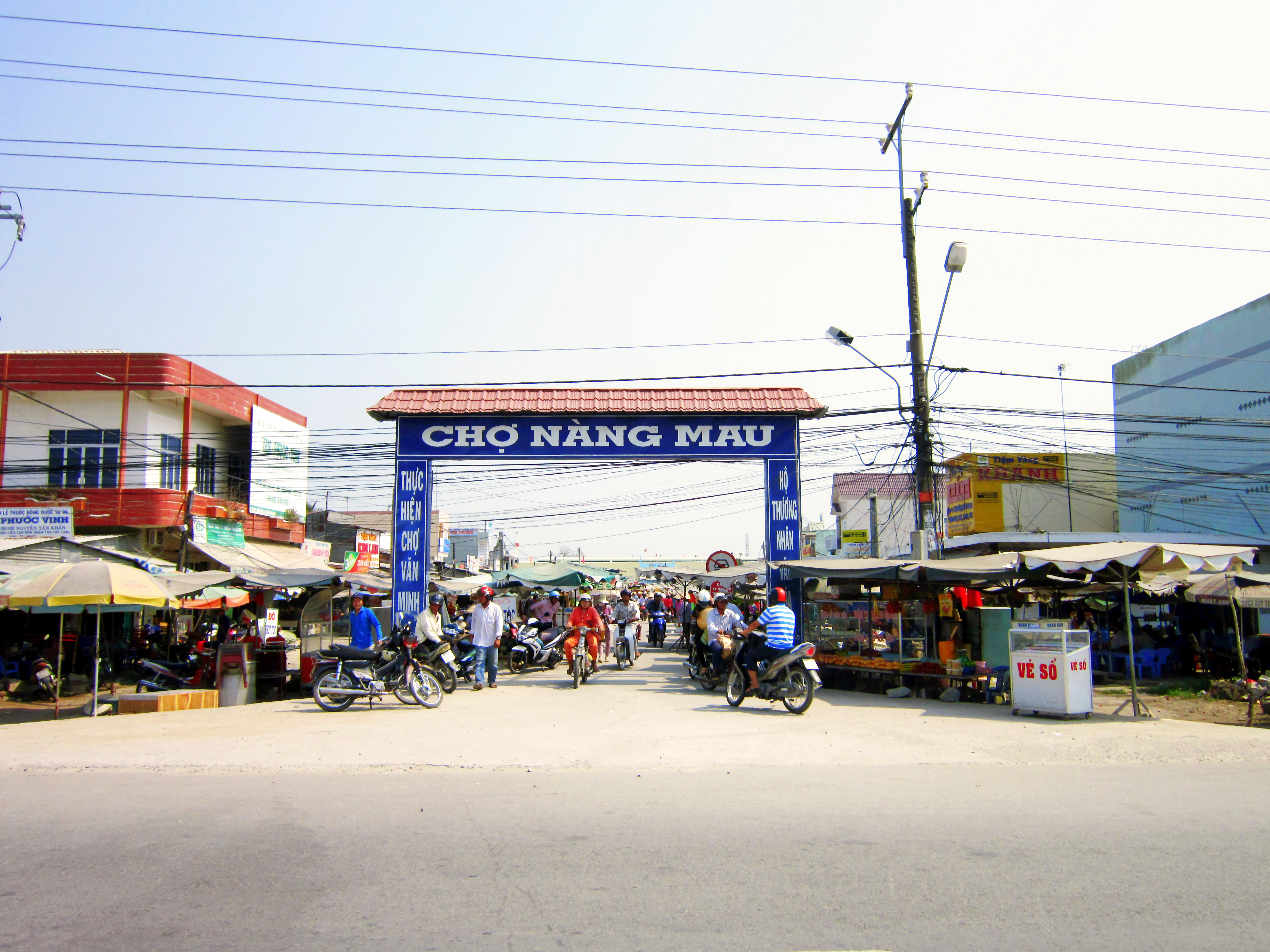
Chợ Nàng Mau
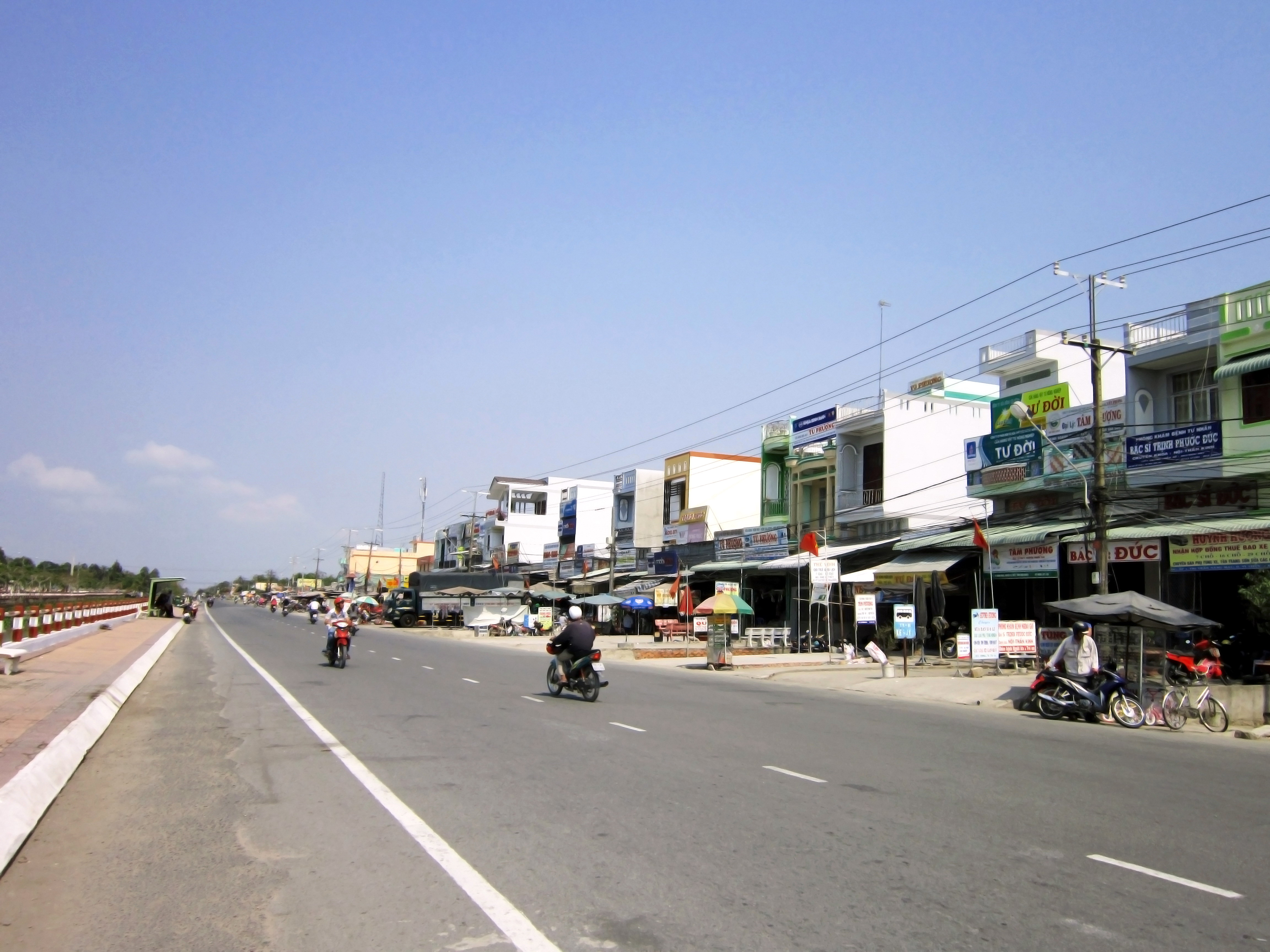
Quốc lộ 61, đoạn đi qua Vị Thủy
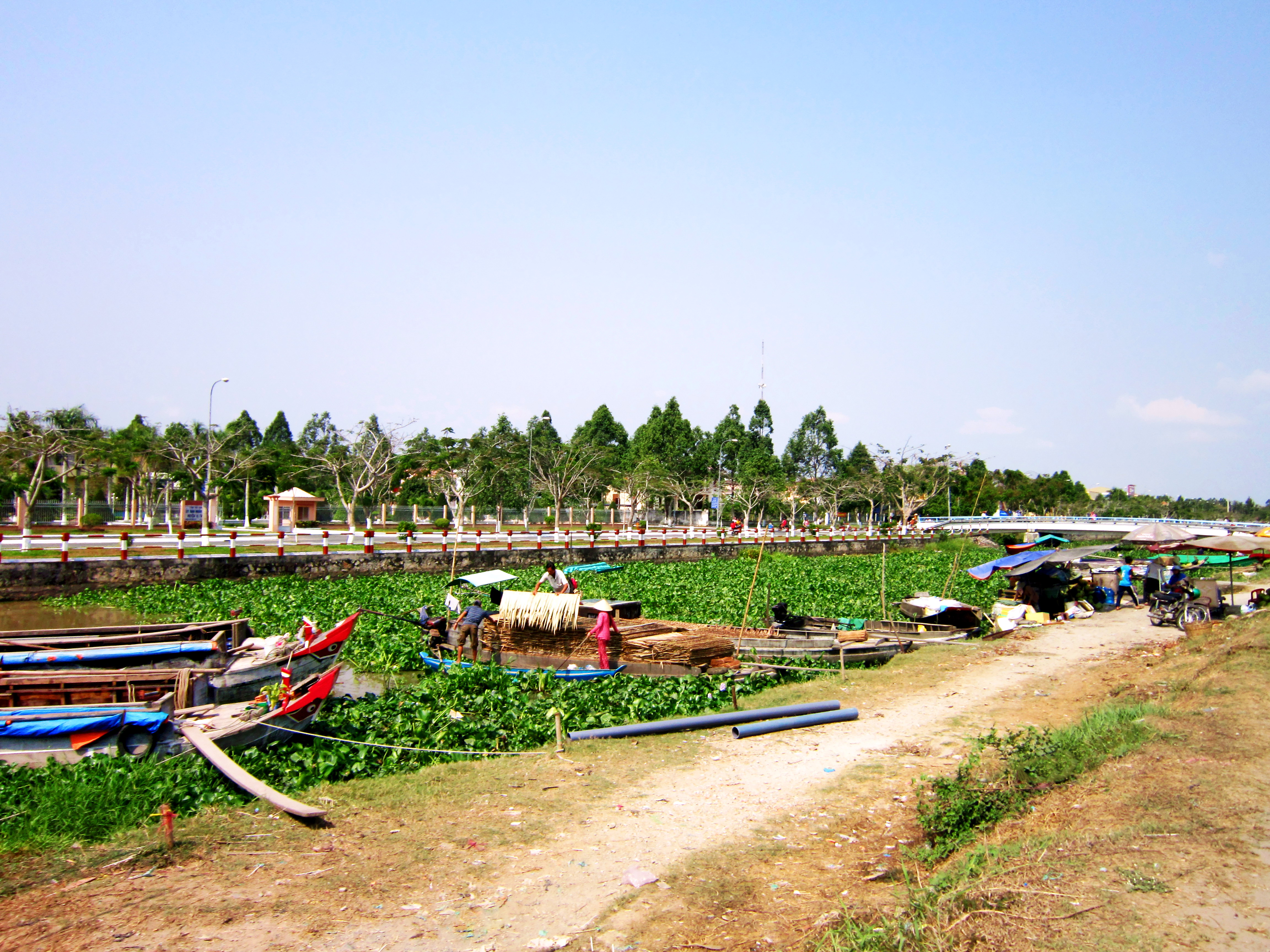
Bến tàu hàng ở khu chợ